# Hana Blažíková
Hana Blažíková (* 2. Dezember 1980 in Prag, Tschechoslowakei) ist eine tschechische Sopranistin und Harfenistin. Sie ist eine Barockinterpretin, aber auch mittelalterliche und Renaissancemusik gehören zu ihren Spezialgebieten.

## Leben
Hana Blažíková absolvierte ein Studium der Musikwissenschaften und Philosophie an der Karls-Universität Prag. Sie erlangte 2002 ein Abschlussdiplom am Prager Konservatorium in der Klasse von Jiří Kotouč. Ihre gesangliche Entwicklung wurde unterstützt durch Meisterkurse bei Poppy Holden, Peter Kooij, Monika Mauch und Howard Crook. Neben ihrer Tätigkeit als Sängerin beherrscht Blažíková das Spiel auf der gotischen Harfe. Sie konzertiert unter anderem mit mittelalterlicher Vokalmusik und begleitet sich dabei selbst. Nach anfänglichen Auftritten in Tschechien trat die Sopranistin auch auf internationaler Bühne auf und wirkte bei diversen CD-Einspielungen mit. Neben dem klassischen Bereich spielt sie in der Rockband Stillknox Bassgitarre.
Sie arbeitet mit verschiedenen Ensembles – vornehmlich der Alten Musik – zusammen, darunter:
- Collegium Vocale Gent (Leitung: Philippe Herreweghe)
- Bach Collegium Japan (Leitung: Masaaki Suzuki)
- Vokalensemble Sette Voci (Leitung: Peter Kooij)
- Collegium 1704 (Leitung: Václav Luks)
- Collegium Marianum Prag (Leitung: Jana Semerádová)
- Gli Angeli Genf (Leitung: Stephan MacLeod)
- L’Armonia Sonora (Leitung: Mieneke van der Velden)
- Musica Florea (Leitung: Marek Štryncl)
- Capella Regia Prag (Leitung: Robert Hugo)
- Orchester des Teatro La Fenice, Venedig (Leitung: Jean Tubéry)
- Chor und Orchester der J. S. Bach-Stiftung (Leitung: Rudolf Lutz)
- English Baroque Soloists und Monteverdi Choir (Leitung: Sir John Eliot Gardiner)
- Ensemble Inégal (Leitung: Adam Viktora)

Außerdem ist sie Mitglied des 2008 gegründeten, ausschließlich weiblichen tschechischen Tiburtina-Ensembles. Dieses Ensemble steht unter der Leitung der Sopranistin und Harfenistin Barbora Kabátková und widmet sich der mittelalterlichen und barocken Musik.
Im Jahr 2017 wirkte sie in den drei Opern L’Orfeo, Il ritorno d’Ulisse in patria und L’incoronazione di Poppea von Claudio Monteverdi in Salzburg und Venedig mit.
Dabei verkörperte sie die Rollen von La Musica, Euridice, Minerva, Fortuna und Poppea.
Zu ihrer Gesangstätigkeit gehört auch die Mitwirkung bei den europäischen Musikfestivals:
- 2004 und 2005: Prager Frühling
- 2005, 2014: Festival Oude Muziek Utrecht
- 2006: Festival Resonanzen in Wien
- 2007: Festival de Sablé in Sablé
- 2009: Festival de La Chaise Dieu
- 2009: Festival de Sully & du Loiret
- 2010: Festival Tage Alter Musik Regensburg
- 2010: Musikfestival Heiliger Wenzel in Ostrava
- 2011: Festival van Vlaanderen in Brügge
- 2017: Salzburger Festspiele

## Gesangsrollen (Auswahl)
(in Klammern Aufführungs- bzw. Einspieljahr):
- Johann Sebastian Bach:
  - Sopranpartie im Weihnachtsoratorium BWV 248
  - Sopranpartie in der Messe in h-moll, BWV 232 (2005),
  - Sopranpartie im Magnificat BWV 243 (Amsterdam, Antwerpen, Berlin, Köln, Zürich; mit dem Freiburger Barockorchester und Collegium Vocale Gent unter Masaaki Suzuki; 2007)
  - Sopranpartie in den Kantaten BWV 17, 19, 27, 36, 47, 57, 81, 93, 110, 158, 180 sowie den Motetten BWV 225-230, Anh 159 (mit dem Bach Collegium Japan unter Masaaki Suzuki; 2009–2010)
  - Sopranpartie in der Matthäuspassion BWV 244 (Essen; mit dem Collegium Vocale Gent unter Philippe Herreweghe; Ostern 2010)
  - Sopranpartie in der Johannespassion BWV 245 (Zürich; mit dem Zürcher Tonhalle-Orchester unter Ton Koopman; 2014)
- Wolfgang Amadeus Mozart:
  - Susanna in der Oper Le nozze di Figaro, KV 492 (Karlsbad, 2004)
  - Zerlina in der Oper Don Giovanni, KV 527 (Ständetheater in Prag; 2005)
- Georg Friedrich Händel:
  - Angelo (der Engel) im Oratorium La Resurrezione, HWV 47 (La Chaise-Dieu und Regensburg; mit dem Collegium 1704 unter Václav Luks; 2009 und 2010)
  - Sopranpartie im Oratorium Messiah, HWV 56 (Ostrava; mit dem Collegium 1704 unter Václav Luks; 2010)

## Diskografie (Auswahl)
CD
- Jan Dismas Zelenka: Il Serpente di Bronzo. Ensemble Inégal, Adam Viktora. 2005.
- Verschiedene Komponisten: Laudate Pueri Dominum. Piaristenmusik im barocken Böhmen. Capella Regia Musicalis, Robert Hugo. 2008.
- Johann Sebastian Bach: Sämtliche Kantaten. Vol. 43, 46, 47. Bach Collegium Japan, Masaaki Suzuki. 2009.
- Verschiedene Komponisten: Rorate Coeli. Werke von Rovenský, Reichenauer, Zelenka, Fasch, Caldara. Collegium Marianum, Jana Semerádová. 2009.
- Johann Joseph Ignaz Brentner: Concertos & Arias. Collegium Marianum, Jana Semerádová. 2009.
- Verschiedene Komponisten: Harmoniae Sacrae. Werke von Tunder, Meder, Weckmann, Biber, Bernhard, Buns. L’Armonia Sonora, Mieneke van der Velden. 2010.
- Johann Sebastian Bach: Dialogkantaten für Sopran & Bass  BWV 32, BWV 57, BWV 58 mit Dominik Wörner, dem Kirchheimer BachConsort, Leitung Alfredo Bernardini, cpo, 2016.

DVD
- Johann Sebastian Bach: Herz und Mund und Tat und Leben. Kantate BWV 147. Hana Blažíková (Sopran), Margot Oitzinger (Alt), Jakob Pilgram (Tenor), Wolf Matthias Friedrich (Bass), Chor und Orchester der J. S. Bach-Stiftung, Rudolf Lutz (Leitung). Samt Einführungsworkshop sowie Reflexion von Judith Wipfler. Gallus Media, 2016.[4]